# Alessandro Tonani
Alessandro Tonani (Lodi Vecchio, Lombardía, 18 de junio de 1898 – Varese, Lombardía, 2 de junio de 1938) fue un ciclista italiano, que fue profesional entre 1920 y 1928. Compitió tanto en ruta como en pista

## Palmarés en ruta
- 1920
  - 1.º en la Copa de Inverno
- 1924
  - 1.º en  la Génova-Ventimiglia
- 1924
  - 1.º en  la Copa de Inverno
- 1925
  - Vencedor de una etapa de la Zúrich-Berlín

### Resultados al Giro de Italia
- 1923. 21º de la clasificación general

## Palmarés en pista
- 1927
  - 1.º en los Seis días de Berlín (con Willy Lorenz)
  - 1.º en los Seis días de Dortmund (con Willy Lorenz)
- 1928
  - 1.º en los Seis días de París (con Onésime Boucheron)